# ジョルジェ・サンパイオ
ジョルジェ・サンパイオ（Jorge Fernando Branco de Sampaio、1939年9月18日 - 2021年9月10日）( 名前の発音) は、ポルトガルの第三共和政第5代大統領（任期：1996年3月9日 - 2006年3月9日）。所属政党は社会党。

## 来歴
リスボンで医師の家庭に生まれる。ジョルジェ・サンパイオ本人によれば祖先はユダヤ系だが、自身は無神論者であり、自らをユダヤ人と見なしていない。父の仕事の関係で、家族でアメリカ合衆国およびイギリスに数年滞在した。
サンパイオはリスボン大学法学部に学び、1961年に卒業した。サンパイオの政治への参加はリスボン大学在学中からである。ファシズム独裁に反対する学生運動に参加し、1960年から61年にかけて、学生運動のリーダーを務めた。1961年に卒業後は、弁護士として政治犯の弁護に尽力した。1974年4月25日のカーネーション革命以後、自ら政党MES（社会左翼運動）を創立したが、これはほどなく政党活動を停止した。1978年に社会党に入党し、現在も党員である。翌年にリスボン選挙区から出馬して当選、同党国会議員となった。1989年リスボン市長にも当選し、1993年再選された。
サンパイオは1995年に大統領選に出馬する意向を表明、立候補し前首相アニーバル・カヴァコ・シルヴァを破り当選した。1996年1月14日に大統領に就任した。
サンパイオは堅実な政局運営で知られる。政策の主軸は社会政策および文化政策におかれている。1期目は無難にこなし、2000年の大統領選挙でも再選された。
後に国連事務総長結核撲滅担当特使（2005年5月～）、「文明間の同盟」国連高等代表（2007年4月～）を務めた。
2021年8月27日より呼吸困難のためリスボンの病院に入院。9月10日、81歳で死去。